# Piveteausaurus
Piveteausaurus là một chi khủng long, được Taquet & Welles mô tả khoa học năm 1977.